# Lustrzany Korytarz
Lustrzany Korytarz – jaskinia w Dolinie Kościeliskiej w Tatrach Zachodnich. Wejście do niej położone jest w Wąwozie Kraków, w ścianie Upłazkowej Turni, na wysokości 1530 m n.p.m. Długość jaskini wynosi 15 metrów, a jej deniwelacja 10,5 metrów.

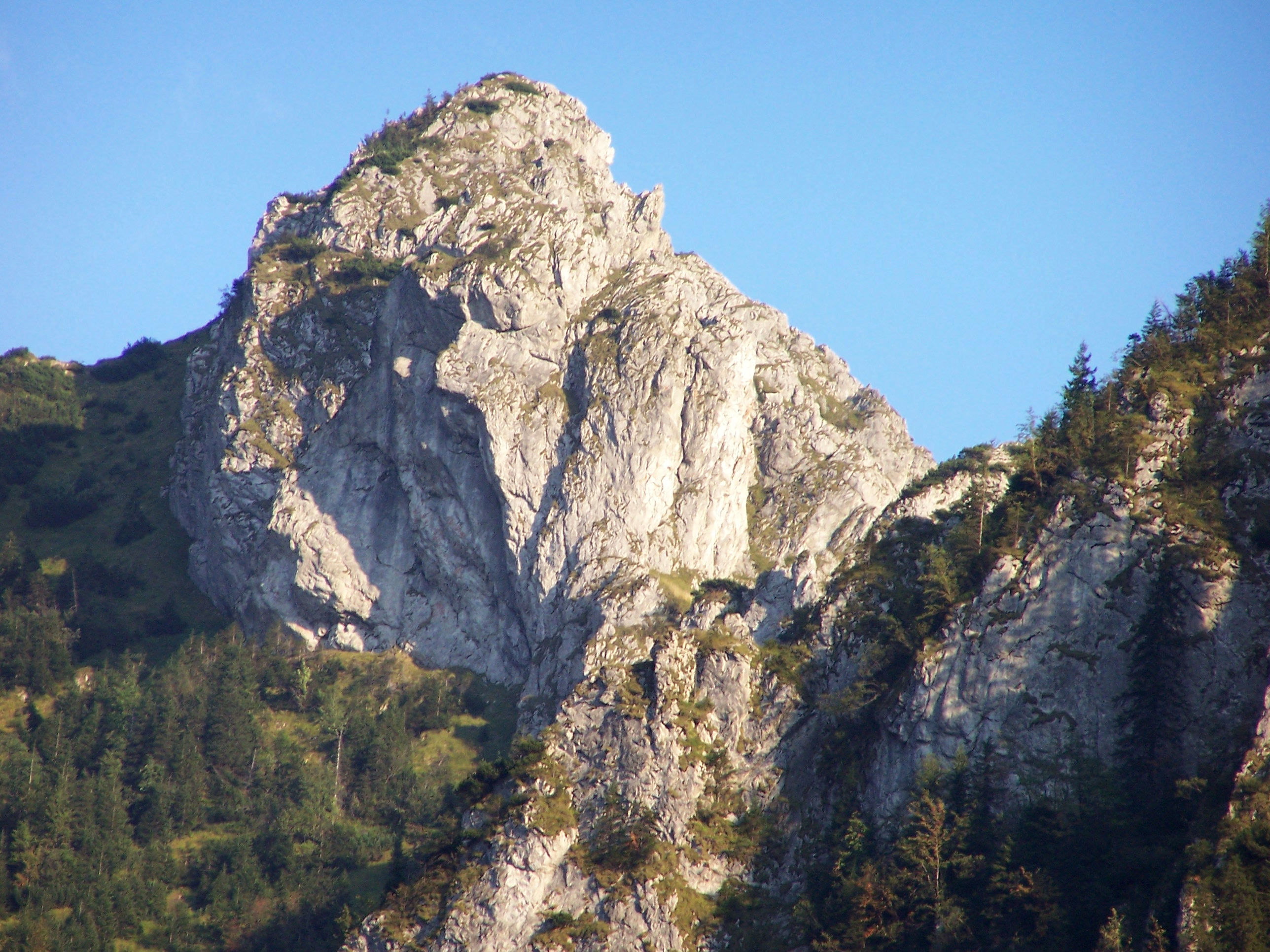
Upłazkowa Turnia

## Opis jaskini
Jaskinię stanowi korytarz w kształcie idącej stromo w górę pochylni zaczynający się w małej salce przy otworze wejściowym, a kończący namuliskiem.

## Przyroda
W jaskini występują nacieki grzybkowe. Ściany są mokre, nie ma na nich roślinności.

## Historia odkryć
Jaskinię odkryli w lipcu 2006 roku Jakub Nowak i Mirosław Pindel. W sierpniu tego samego roku Jarosław Matras i Jakub Nowak sporządzili jej plan i opis.